# Gert Grevenkop-Castenskiold
Gert Lorentz Ingvard Erikssøn Grevenkop-Castenskiold (født 19. september 1957 i København) er en dansk civiløkonom og tidligere administrerende direktør.
Han er søn af godsejer Erik Wilhelm Grevenkop-Castenskiold og hustru Olga født Fjeldsted-Holm, blev student fra Sorø Akademi 1976, tog en HA fra Handelshøjskolen i København 1982, var revisorassistent, Christiansen & Engelbrechtsen 1979-80 og regnskabsassistent på familiegodset Grevenkop 1982-83 og var direktionssekretær i familiefirmaet Vølund A/S 1983-85. Han var dernæst direktør i Krøll Giant Cranes 1985-88, administrerende direktør for Aurum Holding ApS fra 1987, for Vølund A/S 1988-90, for Grecadan 1988-93 og direktør for Grevenkop Gods 1990-94. 2001-02 var han administrativ leder for Danish Demining Group og har siden 2002 været administrationschef ved Sorø Akademi.
Han blev gift 28. april 1988 med lingvanom Susanne Andersen (født 8. oktober 1957 i København), datter af Harald Andersen og hustru Ebba f. Jensen.